# Lucilio el Menor
Lucilio el Menor (en latín: Lucilius Iunior), naturalista que vivió en el siglo I y gobernador romano de Sicilia durante el reinado de Nerón y corresponsal de Séneca, se dice fue a quien le escribió las famosas Cartas a Lucilio.
Es posible que él sea el autor del famoso poema didáctico de 644 líneas, con reminiscencias de Lucrecio, sobre el Etna cerca del año 60, donde el autor busca darle una explicación racional al fenómeno del vulcanismo. Es citado constantemente en las "Naturales quaestiones" de Séneca.

## Enlaces
- Robinson Ellis, (1901), Aetna; a critical recension of the text